# Verhandlungsbasis
Verhandlungsbasis (Abkürzung VB oder auch VHB) ist im Handel das erste Kaufpreisangebot, den der Verkäufer dem Käufer von Güter oder Dienstleistungen als Preisvorschlag unterbreitet. 

## Allgemeines
Überall dort, wo keine Festpreise bestehen, sind Preise verhandelbar und besitzen einen Verhandlungsspielraum, der durch Verhandlungen ausgenutzt werden kann. Käufer und Verkäufer zielen bei ihrer gegensätzlichen Interessenlage darauf ab, voneinander abweichende Preisvorstellungen (Zielpreise) durchzusetzen und dabei durch Verhandlungen den tatsächlichen Preis so weit wie möglich in Richtung des Abbruchpreises der Gegenseite zu verschieben. Abbruchpreis ist der Preisvorschlag, zu dem der Verkäufer oder Käufer nicht mehr bereit ist, das Geschäft abzuschließen. Der Verkäufer geht dabei von einem hohen Angebotspreis (Höchstpreis), der Käufer von einem niedrigeren Nachfragepreis aus (Mindestpreis). Der Begriff Verhandlungsbasis setzt die gleichzeitige Nennung einer konkreten Preisvorstellung voraus. Fehlt diese, so ist der Preis Verhandlungssache (Abkürzung VS oder VHS).
Maximalforderungen, Abbruchpreise oder Zielvorstellungen sind wesentliche Bestandteile aller Verhandlungen. Deshalb versteht man allgemein unter Verhandlungsbasis auch die Grundlage für jede Art von Verhandlungen. Übertriebene Erstgebote werden erfahrene Käufer nicht besonders beeindrucken, denn sie werden ihr Gegengebot so stark untertreiben, dass ein Spielraum geschaffen wird, dessen Mittelwert ungefähr dem angestrebten Einigungspunkt entspricht. 

## Rechtsfragen
Möchte jemand ohne Preisverhandlung die ihm angebotene Leistung zur Verhandlungsbasis erwerben, so liegt hierin der vertragliche Mindestinhalt (lateinisch essentialia negotii) eines Kaufvertrags (§ 433 BGB) und ist daher inhaltlich derart bestimmt, dass die Annahme durch eine bloße Zustimmung des Verkäufers erfolgen kann. Kommt es dagegen zu Preisverhandlungen, gilt der Preis als Kaufpreis, dem beide Parteien zugestimmt haben (§ 433 Abs. 2 BGB). Die Angabe eines Preises mit dem Zusatz „Verhandlungsbasis“ oder einer entsprechenden Abkürzung in einem Zeitungsinserat verstößt nicht gegen § 1 Abs. 1 PAngVO a. F.

## Formale Darstellung
Jeder Verhandlungspartner muss seinen Zielpreis kennen. Dieser ist beim Käufer der Preis, den er für den Gegenstand tatsächlich für angemessen hält ({\displaystyle KZP}) und beim Verkäufer der Preis, den er erzielen möchte ({\displaystyle VZP}). Dieser Zielpreis ist dem anderen Partner ebenso verborgen wie der Abbruchpreis. Das ist der Mindestpreis, den der Verkäufer erzielen will ({\displaystyle VAP}) und der Höchstpreis, den der Käufer zu zahlen bereit ist ({\displaystyle KAP}). Verhandlungstaktisch ist es zudem ratsam, dass beide über eine beste Alternative ({\displaystyle VAL,KAL}) verfügen.
Bei einer Verhandlungsbasis ({\displaystyle VHB}) des Verkäufers von 490 Geldeinheiten können sich unter Berücksichtigung des ersten Kaufangebots des Käufers ({\displaystyle KGB}) von 410 Geldeinheiten folgende Stufen ergeben:
```
    Stufe:       

  

    

      

        
V

        
H

        
B

      

    

    
{\displaystyle VHB}

  

 → 

  

    

      

        
K

        
A

        
P

      

    

    
{\displaystyle KAP}

  

 → 

  

    

      

        
K

        
Z

        
P

      

    

    
{\displaystyle KZP}

  

 → 

  

    

      

        
V

        
Z

        
B

      

    

    
{\displaystyle VZB}

  

  ↔ 

  

    

      

        
V

        
H

        
B

      

    

    
{\displaystyle VHB}

  

 ← 

  

    

      

        
V

        
A

        
L

      

    

    
{\displaystyle VAL}

  

 ← 

  

    

      

        
V

        
A

        
P

      

    

    
{\displaystyle VAP}

  

 ← 

  

    

      

        
K

        
G

        
B

      

    

    
{\displaystyle KGB}

  

    Geldeinheit: 490   →  480  →  470  →  460  ↔  450  ←  430  ←  420  ←  410 
```

Der Mittelwert (↔) ist der wahrscheinliche endgültige Kaufpreis.

## Wirtschaftliche Aspekte
Die Verhandlungsbasis ist bei Händlern in Entwicklungs- und Schwellenländern im Rahmen des Feilschens etwa auf Marktveranstaltungen (Basar) oder auch in Geschäften üblich. Der Verkäufer nennt einen deutlich überhöhten Ausgangspreis („Mondpreis“), auf den der Käufer etwa mit der Hälfte dieses Preises als Kaufangebot reagiert. Darauf bietet der Verkäufer wiederum einen höheren Preis als dieses Kaufangebot an, bis sich beide auf einen Kaufpreis geeinigt haben. Verkäufer neigen dazu, die Höhe des Ausgangspreises am ersten Eindruck über die Person des Käufers zu orientieren. Die Einigung erfolgt zu einem Grenzpreis, den ein Verkäufer mindestens verlangen sollte oder den der Käufer höchstens zu zahlen bereit ist.  
In Europa und den USA gibt es die Verhandlungsbasis meist auf Wochenmarkt oder Flohmarkt, sie findet sich insbesondere auch bei teureren Gebrauchsgegenständen wie Gebrauchtwagen oder Immobilien. Die Verhandlungsbasis kommt am häufigsten bei den Geschäftsbeziehungen Consumer-to-Consumer, Consumer-to-Business und Business-to-Consumer vor. seltener bei Business-to-Business, nicht jedoch bei der öffentlichen Verwaltung (Consumer-to-Administration, Business-to-Administration, Administration-to-Consumer, Administration-to-Business und Administration-to-Administration). Grund dafür ist, dass die öffentliche Verwaltung meist gesetzlich vorgeschriebene Festpreise (Abgaben, Beiträge oder Gebühren) zugrunde legt. 